# Monster High - I 13 desideri
Monster High - I 13 desideri (Monster High: 13 Wishes) è un film per la televisione statunitense del 2012 diretto da Steve Sacks, Andrew Duncan e Audu Paden, basato sulla linea di fashion doll Monster High della Mattel, che a sua volta è basata sui mostri della Universal.

## Protagonisti

### Personaggi principali
- Clawdeen Wolf (doppiata da Salli Saffioti in inglese e Marzia Dal Fabbro in italiano)
- Howleen Wolf (doppiata da America Young in inglese e Virginia Brunetti in italiano)
- Gigi Grant (doppiata da Jonquil Goode in inglese e Katia Sorrentino in italiano)
- Cleo de Nile (doppiata da Salli Saffioti in inglese e Emilia Costa in italiano)
- Whisp (doppiata da Jonquil Goode in inglese)
- Twyla (doppiata da Jonquil Goode in inglese e Monica Bertolotti in italiano)
- Frankie Stein (doppiata da Kate Higgins in inglese e Eleonora Reti in italiano)
- Abbey Bominable (doppiata da Erin Fitzgerald)
- Draculaura (doppiata da Debi Derryberry in inglese e Chiara Gioncardi in italiano)

## Colonna sonora
Colonna sonora è composta da Paul Robb e Michael Kotch.

## Distribuzione
Il film negli Stati Uniti è uscito in DVD l'8 ottobre 2013, in Francia il 22 ottobre, in Finlandia il 24 ottobre, in Ungheria l'8 ottobre, in Italia il 16 ottobre 2013.